# Cupa României 1959/60
Der Cupa României in der Saison 1959/60 war das 22. Turnier um den rumänischen Fußballpokal. Sieger wurde erstmals Progresul Bukarest, das sich im Finale am 3. Juli 1960 gegen Zweitligist Dinamo Obor Bukarest durchsetzen konnte. Titelverteidiger Dinamo Bukarest war im Viertelfinale gegen Știința Timișoara ausgeschieden.
Progresul Bukarest nahm in der folgenden Saison nicht am erstmals ausgetragenen Europapokal der Pokalsieger teil. Stattdessen durfte Progresul im Jahr darauf teilnehmen, da das Pokalfinale 1961 erst im Herbst stattfand.

## Modus
Alle Spiele – abgesehen vom Finale, das traditionell in Bukarest ausgetragen wurde – fanden auf neutralem Platz statt. Die Klubs der Divizia A stiegen erst in der Runde der letzten 32 Mannschaften ein. Es wurde jeweils nur eine Partie ausgetragen. Stand diese nach 90 Minuten unentschieden, folgte eine Verlängerung von 30 Minuten. Falls danach noch immer keine Entscheidung gefallen war, fand ein Wiederholungsspiel statt.

## Sechzehntelfinale
| Datum             |                            | Ergebnis  |                    | Ort           |
| ----------------- | -------------------------- | --------- | ------------------ | ------------- |
| 29. November 1959 | Știința Timișoara          | 3:1 (1:1) | Jiul Petroșani     | Arad          |
|                   | Petrolul Ploiești          | 2:0 (2:0) | CFR Pașcani        | Bacău         |
|                   | Dinamo Galați              | 1:3 (0:1) | Rapid Bukarest     | Brâila        |
|                   | Prahova Ploiești           | 2:0 (2:0) | Farul Constanța    | Bukarest      |
|                   | Metalul Titanii Bukarest   | 8:1 (5:0) | Dinamo Tecuci      | Buzău         |
|                   | ASA Sibiu                  | 2:1 (0:1) | UTA Arad           | Deva          |
|                   | Dinamo Bacău               | 4:1 (2:0) | Rulmentul Bârlad   | Galați        |
|                   | Știința Cluj               | 3:1 (1:0) | CFR Arad           | Oradea        |
|                   | AS Pompierul Bukarest      | 3:2 (1:1) | Voința Târgu Mureș | Orașul Stalin |
|                   | Progresul Bukarest         | 4:0 (1:0) | CS Craiova         | Pitești       |
|                   | Dinamo Bukarest            | 4:3 (2:2) | Metalul Târgoviște | Ploiești      |
|                   | Minerul Lupeni             | 2:1 (0:0) | CFR Cluj           | Sibiu         |
|                   | CCA Bukarest               | 5:0 (1:0) | Poiana Câmpina     | Târgoviște    |
|                   | Steagul Roșu Orașul Stalin | 2:1 (0:0) | Rapid Bukarest     | Târgu Mureș   |
|                   | Palângul Lonea             | 1:0 (0:0) | Olimpia Reșița     | Turnu Severin |
|                   | Stăruința Sighet           | 2:0 (0:0) | CSM Rădăuți        | Vișeu de Sus  |

## Achtelfinale
| Datum            |                       | Ergebnis  |                            | Ort        |
| ---------------- | --------------------- | --------- | -------------------------- | ---------- |
| 6. Dezember 1959 | Știința Cluj          | 4:1 (1:0) | ASA Sibiu                  | Aiud       |
|                  | Știința Timișoara     | 5:1 (2:0) | Petrolul Ploiești          | Arad       |
|                  | Dinamo Bacău          | 3:0 (1:0) | Stăruința Sighet           | Bistrița   |
|                  | CCA Bukarest          | 8:0 (3:0) | Metalul Titanii Bukarest   | Bukarest   |
|                  | AS Pompierul Bukarest | 1:0 (1:0) | Rapid Bukarest             | Bukarest   |
|                  | Minerul Lupeni        | 3:2 (0:2) | Parângul Lonea             | Petroșani  |
|                  | Progresul Bukarest    | 4:0 (3:0) | Steagul Roșu Orașul Stalin | Ploiești   |
|                  | Dinamo Bukarest       | 3:1 (2:1) | Prahova Ploiești           | Târgoviște |

## Viertelfinale
| Datum         |                        | Ergebnis  |                 | Ort           |
| ------------- | ---------------------- | --------- | --------------- | ------------- |
| 15. Juni 1960 | Dinamo Bacău           | 3:2 (0:0) | Știința Cluj    | Bukarest      |
|               | Dinamo Obor Bukarest 1 | 3:1 (2:1) | Minerul Lupeni  | Orașul Stalin |
|               | Știința Timișoara      | 1:0 (0:0) | Dinamo Bukarest | Sibiu         |
| 22. Juni 1960 | Progresul Bukarest     | 3:1 (2:1) | CCA Bukarest    | Bukarest      |

## Halbfinale
| Datum         |                      | Ergebnis             |                   | Ort           |
| ------------- | -------------------- | -------------------- | ----------------- | ------------- |
| 26. Juni 1960 | Progresul Bukarest   | 2:0 n. V.            | Dinamo Bacău      | Constanța     |
|               | Dinamo Obor Bukarest | 4:2 n. V. (2:2, 1:1) | Știința Timișoara | Orașul Stalin |

## Finale
| Paarung              | Progresul Bukarest – Dinamo Obor Bukarest |
| Ergebnis             | 2:0 (2:0) |
| Datum                | 3. Juli 1960 |
| Stadion              | Stadionul Republicii, Bukarest |
| Zuschauer            | 25.000 |
| Schiedsrichter       | Andrei Rădulescu (Bukarest) |
| Tore                 | 1:0 Nicolae Oaidă (10.) 2:0 Valeriu Soare (34.) |
| Progresul Bukarest   | Petre Mândru, Nicolae Smărăndescu, Alexandru Karikas, Valeriu Soare, Ovidiu Major, Nicolae Ionița, Nicolae Oaidă, Mihai Smărăndescu, Șerban Protopopescu, Victor Mafteuță, George Marin Cheftrainer: Augustin Botescu |
| Dinamo Obor Bukarest | Ilie Datcu, Buzeșan, Kurt Gross, Olteanu, Stoica, Constantin Ștefan, Buzatu, I. Niculescu, Filip Staudt, Alexandru Vâlcov, Tiberiu Selymesi Cheftrainer: Gică Nicolae                                                 |